# Steinþór Jakobsson
Steinþór Jakobsson (* 7. November 1931 in Ísafjörður; † 19. März 1996 im Golf von Mexiko) war ein isländischer Skirennläufer.

## Biografie
Steinþór Jakobsson bekam im Alter von sieben Jahren von seinen Eltern Ski zu Weihnachten geschenkt. 1953 ging er mit einigen anderen Skirennläufern, darunter seiner Schwester, nach Åre in Schweden, wo er an den Weltmeisterschaften 1954 teilnahm. Es folgte eine Teilnahme an den Olympischen Winterspielen 1956. Dort wurde er im Riesenslalomrennen disqualifiziert. Nach den Spielen zog er zurück nach Schweden und trainierte fortan auch in Österreich. 1958 übersiedelte er in die Vereinigten Staaten, wo er die Berechtigung als Skilehrer erlangte und dann im Sugarbush Resort in Warren, Vermont in der Skischule des norwegischen Welt- und Olympiasiegers Stein Eriksen tätig war. Nachdem er die United States Permanent Resident Card erhalten hatte, gründete er seine eigene Skischule im Skigebiet Big Powderhorn Mountain in Michigan. Diese betrieb er drei Winter lang und war anschließend bis 1994 Skilehrer bei der Aspen Skicorporation. Zwei Jahre später verunglückte er bei einem Unfall mit seinem Segelboot im Golf von Mexiko.